# Lasioglossum pandrose
Lasioglossum pandrose är en biart som beskrevs av Ebmer 2002. Lasioglossum pandrose ingår i släktet smalbin, och familjen vägbin. Inga underarter finns listade i Catalogue of Life.